# Rewolwer Enfield No.2
Rewolwer No.2 Mk I – brytyjski rewolwer wojskowy produkowany przez Royal Small Arms Factory (RSAF) w Enfield z okresu przedwojennego i II wojny światowej, kalibru .38 (9,65 mm). Oficjalnie oznaczony: Pistol, Revolver, No. 2 Mk 1.

## Historia konstrukcji
Doświadczenia pierwszej wojny światowej sprawiły, że brytyjskie War Office postanowiło zastąpić rewolwery Webley kilku modeli kalibru .455 (11,5 mm) nową konstrukcją. Odmiennie niż w innych europejskich krajach, gdzie rewolwery były zastępowane przez pistolety uznano, że optymalne będzie skonstruowanie nowego rewolweru.
Za największe wady Webleya .455 uznawano duży odrzut i masę - pochodne dużego kalibru. Dlatego wraz z nowym rewolwerem postanowiono wprowadzić nową amunicję mniejszego kalibru. W celu zmniejszenia kosztów i zaoszczędzenia czasu postanowiono dostosować do potrzeb armii brytyjskiej nabój .38 S&W (9 x 20 mm R, nominalny kaliber 9,65 mm).
Propozycję skonstruowania nowej broni złożono firmie Webley & Scott, która na bazie wcześniejszych modeli opracowała w 1923 roku rewolwer rewolwer Webley Mk IV .38. Firma nie chciała się zgodzić na odstąpienie patentu na nową broń podejrzewając, że głównym producentem staną się państwowe zakłady RSAF w Enfield. W efekcie na bazie rewolweru Webleya, konstruktorzy zakładów w Enfield, wykorzystując wygaśnięcie patentów Webleya, skonstruowali broń wyraźnie na nim wzorowaną. Pomimo takiego ułatwienia skonstruowanie nowego rewolweru zajęło kilka lat i prototyp był gotowy dopiero w 1927 roku.
Po testach rozpoczęto przygotowania do rozpoczęcia produkcji seryjnej, ale wprowadzenie nowej broni do uzbrojenia opóźnił Wielki Kryzys. Nowy rewolwer został przyjęty do uzbrojenia 2 czerwca 1932 roku i stał się w ten sposób ostatnim nowym typem rewolweru wprowadzonym do uzbrojenia armii europejskiej. Oficjalnie oznaczony był jako: Pistol, Revolver, No. 2 Mk 1 (dosłownie „pistolet – rewolwer nr 2 model 1”).
Wcześniej, 6 listopada 1930 do uzbrojenia wprowadzono do uzbrojenia amunicję nowego rewolweru, nabój rewolwerowy "Cartrigde, SA, ball, revolver, .380 inch Mark I". Nabój ten naruszał międzynarodowe konwencje (miał pocisk pozbawiony płaszcza) i dlatego 22 października 1937 roku wprowadzono do uzbrojenia nabój z pociskiem pełnopłaszczowym Mark II (w odmianach Mk II elaborowanej kordytem i Mk IIZ elaborowanej prochem nitrocelulozowym. Produkcję amunicji Mark II rozpoczęto w październiku 1938 roku.
W następnych latach rewolwer No.2 był produkowany w małych ilościach (do 1939 roku 16 500 szt.). Najwięcej wyprodukowanych rewolwerów No.2 trafiło w ręce załóg pojazdów pancernych. Wkrótce zaczęły się one skarżyć, że w ciasnych wnętrzach pojazdów ogon kurka zahacza o kable i inne elementy wyposażenia, co często kończy się urwaniem kabury (kabury czołgistów nie miały klapy). Reagując na skargi czołgistów postanowiono pozbawić kurek ogona. Ponieważ uniemożliwiało to ręczne napinanie kurka mechanizm spustowy nowej wersji przebudowano z SA/DA na DAO. Wersję z mechanizmem spustowym DAO i obciętym ogonem kurka przyjęto do uzbrojenia 22 czerwca 1938 roku jako No.2 Mk I*. Jednocześnie zalecono stopniową przebudowę starszych rewolwerów do nowego standardu.
Po wybuchu drugiej wojny światowej rozpoczęto masową produkcję rewolweru No.2. Ponieważ zakłady w Enfield były obciążone produkcją karabinów maszynowych Bren i karabinów SMLE i nie były w stanie wyprodukować odpowiedniej ilości rewolwerów, produkcję podjęły inne zakłady.
Pierwsze były Albion Motor Ltd. w Glasgow, które między czerwcem 1941 a marcem 1943 roku wyprodukowały 21 422 szt. rewolwerów No.2.
Od marca 1943 roku końcowy montaż rewolwerów odbywał się ponownie w zakładach w Enfield, ale większość części była wytwarzana przez Singer Sewing Machines Ltd. w Clydebank. W międzyczasie 29 lipca 1942 roku do uzbrojenia wprowadzono uproszczoną wersję No.2 MK I**. Do końca wojny w zakładach w Enfield wykonano ok. 250 000 rewolwerów No.2. Podczas wojny zamówiono także dla wojska oryginalne rewolwery Webley Mk IV tego samego kalibru; podobne, lecz z niezamiennymi częściami.
Wietminh kopiuje rewolwer Enfield MK2 podczas pierwszej wojny indochińskiej, zdobytą przez armię francuską.
Rewolwery No.2 zostały wycofane z uzbrojenia w 1957 roku (zastąpiła je wersja Browninga HP oznaczona jako L9A1). Wraz z jego wycofaniem rewolwery zniknęły z uzbrojenia europejskich armii.

## Wersje
- No.2 Mk I - pierwsza wersja seryjna. Mechanizm spustowy SA/DA, kurek z ogonem. Większość egzemplarzy tej wersji po 1938 roku przebudowano na wersję Mk I*.
- No.2 Mk I* - wersja z mechanizmem spustowym DAO, kurek bez ogona. Rewolwery tej wersji miały zmienione okładki rękojeści dające lepsze oparcie chwytu w dłoni przy samonapinaniu.
- No.2 Mk I** - uproszczony wariant wersji No.2 Mk I* pozbawiony bezpiecznika kurkowego (zabezpiecza on broń przed wystrzałem w przypadku uderzenia w zwolniony kurek). Jeszcze przed zakończeniem wojny rewolwery tej wersji wycofano z uzbrojenia i przebudowano do standardu No.2 Mk I*.
- No.2 Mk I** z lufą 2" - pochodząca z lat 60. XX wieku modyfikacja sprzedawana na amerykańskim rynku cywilnym.

## Opis konstrukcji
Enfield No.2 Mk I* był rewolwerem o szkielecie dzielonym. Mechanizm spustowy DAO (z wyłącznym samonapinaniem). Iglica znajduje się na główce kurka. Bęben sześcionabojowy.